# Otto Schmidtke

Otto Schmidtke

Otto Willy Schmidtke (* 8. August 1902 in Riesenburg, Westpreußen; † nach 1944) war ein deutscher Politiker (NSDAP).

## Leben
Nach dem Besuch der Realgymnasien in Riesenburg und Danzig studierte Schmidtke an der Universität Hamburg und der Albertus-Universität Königsberg Staatswissenschaften, Rechtswissenschaft und neuere Sprachen.
Schmidtke wurde am 1. März 1929 Mitglied der Nationalsozialistischen Deutschen Arbeiterpartei und der Sturmabteilung. Ab 1931 war er Gaukommissar der Partei im Landkreis Tilsit-Ragnit und im Kreis Niederung. Ab 1933 war er Kreisleiter im Landkreis Marienwerder und im Landkreis Rosenberg in Westpreußen. Zudem war er ab 1934 Landrat in Kreis Heiligenbeil.
Nach Ausbruch des Zweiten Weltkrieges tat Schmidtke Militärdienst im Heer (Wehrmacht).
Am 23. Januar 1942 kam Schmidtke im Nachrückverfahren für den im Krieg gestorbenen Abgeordneten Nikolaus Wehner in den Reichstag (Zeit des Nationalsozialismus). In diesem vertrat er knapp drei Jahre lang, bis zum Ende der NS-Herrschaft im Frühjahr 1945, den Wahlkreis 1 (Ostpreußen).
Im Ostpreußenblatt wurde ein Landrat Schmidtke aus Heiligenbeil im Jahr 1957 als vermisst gemeldet.

## Schriften
- Zehn Jahre Kampf und Aufbau. Eine Chronik der NSDAP im Kreise Heiligenbeil, 1939.